# Краснополянське (Калінінградська область)
Краснополянське (рос. Краснополянское) — селище Черняховського району, Калінінградської області Росії. Входить до складу Свободненського сільського поселення.
Населення —  435 осіб (2015 рік). 

## Населення
| 2002 | 2010 |
| ---- | ---- |
| 507  | ↘435 |